# Турово (Лужский район)
Турово — деревня в Заклинском сельском поселении Лужского района Ленинградской области.

## Название
Происходит от личного новгородского имени Тур.

## История
Впервые упоминается в писцовой книге Водской пятины 1500 года, как сельцо Турово над озером над Туровым в Дмитриевском Городенском погосте Новгородского уезда.
Деревня Турова, состоящая из 22 крестьянских дворов, обозначена на карте Санкт-Петербургской губернии Ф. Ф. Шуберта 1834 года.

ТУРОВО — деревня принадлежит: титулярному советнику Ефиму Блаженному, число жителей по ревизии: 36 м. п., 34 ж. п.

капитану 1-го ранга Михаилу Кишкину, число жителей по ревизии: 4 м. п., 3 ж. п.

малолетним детям мичмана Николая Кишкина, число жителей по ревизии: 1 м. п.

малолетним Алексею, Владимиру и Александре Кишкиным, число жителей по ревизии: 5 м. п., 6 ж. п.

штаб-лекарше Надежде Стасюлевичевой, число жителей по ревизии: 1 м. п.

поручику Митрофану Саблину, число жителей по ревизии: 12 м. п., 10 ж. п.

малолетним его детям, число жителей по ревизии: 26 м п., 21 ж. п. (1838 год)

Деревня Турово из 22 дворов отмечена на карте профессора С. С. Куторги 1852 года.

ТУРОВО — деревня господина Саблина, по просёлочной дороге, число дворов — 30, число душ — 114 м. п. (1856 год)

Согласно X-ой ревизии 1857 года деревня состояла из двух частей:

1-я часть: число жителей — 41 м. п., 59 ж. п.

2-я часть: число жителей — 43 м. п., 45 ж. п. (из них дворовых людей — 6 м. п., 11 ж. п.)

ТУРОВО — деревня и мыза владельческие при озере Туровском, число дворов — 25, число жителей: 61 м. п., 92 ж. п.; Часовен православных две. (1862 год)

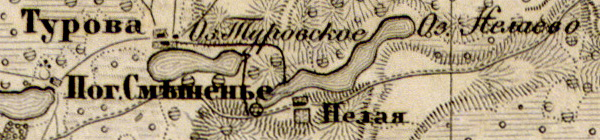
Деревня Турово на карте 1863 года

Согласно карте из «Исторического атласа Санкт-Петербургской Губернии» 1863 года, деревня называлась Турова.
В 1873 году временнообязанные крестьяне деревни выкупили свои земельные наделы у М. Н., П. Н., В. Л. Саблиных и стали собственниками земли.
В 1875—1876 годах временнообязанные крестьяне выкупили свои земельные наделы у Е. И. Блаженкова.
Согласно подворной описи Туровского общества Кологородской волости 1882 года, деревня состояла из двух частей:

1) бывшее имение Блаженкова, домов — 35, душевых наделов — 42, семей — 28, число жителей — 64 м п., 59 ж. п.; разряд крестьян — собственники.

2) бывшее имение Саблина, домов — 27, душевых наделов — 37, семей — 21, число жителей — 57 м п., 51 ж. п.; разряд крестьян — собственники.
Согласно материалам по статистике народного хозяйства Лужского уезда 1891 года, одно из имений при селении Турово площадью 141 десятина принадлежало наследникам тайного советника А. Е. Брюн-де-Сент Гипполита, имение было приобретено в 1880 году за 5000 рублей; второе имение площадью 216 десятин принадлежало купцу И. Я. Забельскому, имение было приобретено частями в 1883 и 1884 годах за 4650 рублей; третье имение площадью 250 десятин принадлежало дворянам В. и А. В. Кишкиным, имение было приобретено до 1868 года.
В XIX веке деревня административно относилась к Кологородской волости 2-го земского участка 1-го стана Лужского уезда Санкт-Петербургской губернии, в начале XX века — 2-го стана.
По данным «Памятной книжки Санкт-Петербургской губернии» за 1905 год, деревня Турово входила в Туровское сельское общество. 545 десятин земли в Турово принадлежали крестьянину Кузьме Гаврилову с товарищами, 136 десятин — тайному советнику Анатолию Егоровичу Брюн-де-Сент Ипполиту, а также 193 десятины — капитану 1-го ранга Владимиру Кишкину с братьями.
С 1917 по 1927 год деревня находилась в составе Туровского сельсовета Кологородской волости Лужского уезда.

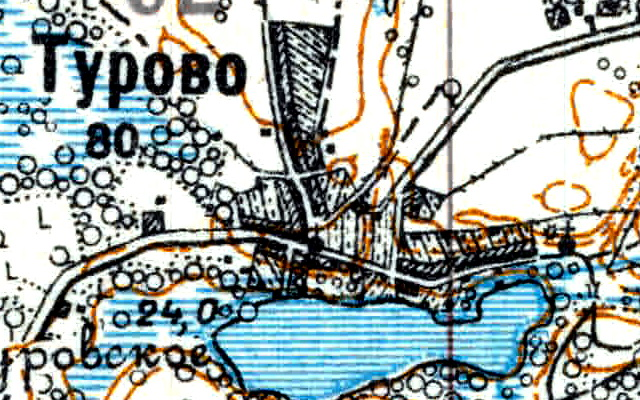
Деревня Турово на карте 1926 года

Согласно топографической карте 1926 года деревня насчитывала 80 дворов, в центре и на окраине деревни находились две часовни.
С 1928 года, в составе Слапского сельсовета.
По данным 1933 года деревня Турово входила в состав Слапского сельсовета Лужского района.
С июля 1933 года, в составе Лужского сельсовета.
Деревня была освобождена от немецко-фашистских оккупантов 12 февраля 1944 года.
В 1961 году население деревни составляло 189 человек.
По данным 1966, 1973 и 1990 годов деревня Турово также входила в состав Лужского сельсовета.
В 1997 году в деревне Турово Заклинской волости проживали 233 человека, в 2002 году — 213 человек (русские — 90 %).
В 2007 году в деревне Турово Заклинского СП проживали 238 человек.

## География
Деревня расположена в юго-восточной части района на автодороге 41А-004 (Павлово — Мга — Луга).
Расстояние до административного центра поселения — 4 км.
Расстояние до ближайшей железнодорожной станции Луга — 5 км.
Деревня находится на северном берегу Туровского озера.

## Демография
| 1838 | 1862 | 1961 | 1997 | 2007 | 2010 | 2017 |
| ---- | ---- | ---- | ---- | ---- | ---- | ---- |
| 157  | ↘153 | ↗189 | ↗233 | ↗238 | ↘212 | ↗243 |

## Улицы
Александровская, Благодатная, Восточная, Еловая аллея, Западная, Крамского, Лазурная, Левитана, Лесная, Липовая, Маковского, Молодёжная, Набережная, Озёрная, Перова, Пионерская, Полевая, Поселковая, Приозерная, Репина, Родниковая, Саврасова, Серова, Солнечная, Сосновая, Средняя, Сурикова, Торфяная, Шишкина.

## Садоводства
Лужское, Новые Нелаи.